# تپه مغان جوق
تپه مغان جوق مربوط به هزاره دوم قبل از میلاد است و در ۳ کیلومتری شمال‌شرقی سلماس واقع شده و این اثر در تاریخ ۱ فروردین ۱۳۴۷ با شمارهٔ ثبت ۸۰۵ به‌عنوان یکی از آثار ملی ایران به ثبت رسیده است.